# ناصریسم

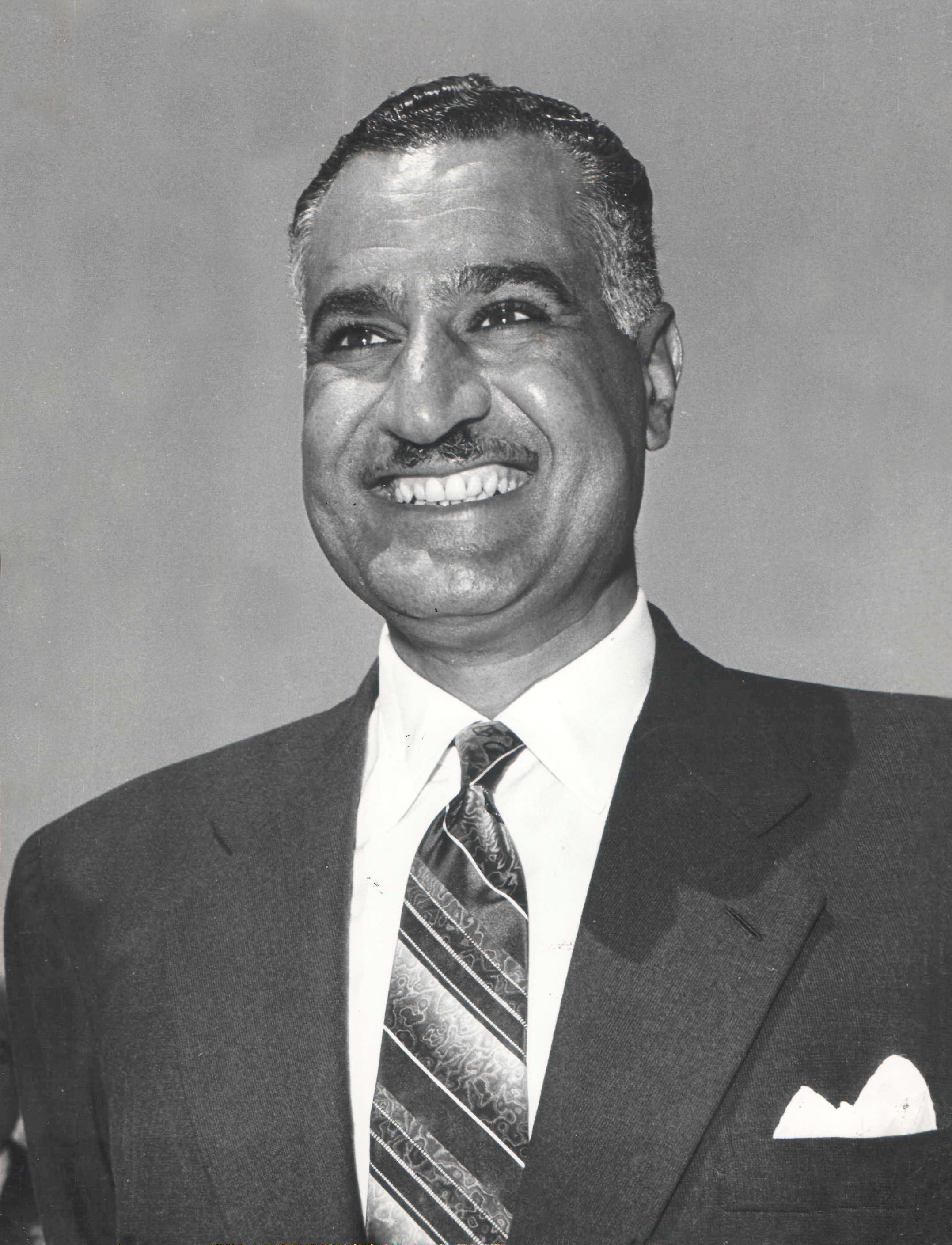
جمال عبدالناصر

ناصریسم (به عربی: التيار الناصري)، ایدئولوژی ملی‌گرایانه سوسیالیستی عربی بود که در سایهٔ دولت جمال عبدالناصر، رئیس‌جمهور مصر از ۱۹۵۲ تا ۱۹۷۰، شکل گرفت و پس از درگذشتش نیز ادامه یافت. اسم این ایدئولوژی از نام وی گرفته شده و از شعارهای او یعنی آزادی، سوسیالیسم و اتحاد عربی، الهام گرفته است.

## تأسیس و شخصیت‌های سرشناس
نخستین کسی که از اصطلاح ناصریسم استفاده کرد، روزنامه‌نگار مصری، محمد حسین هیکل بود که سال ۱۴ ژانویه ۱۹۷۲ در روزنامه الاهرام زمان حکومت ناصر، از این اصطلاح استفاده کرد و این نام در جهان عرب، مشهور شد. بعد از آن نیز در سال ۱۹۷۶ کامل رفعت کتابچه‌ای به عنوان «ناصریست‌ها» (به عربی: ناصریون) نوشت و در آن اصول ناصریسم و اهدافش را ذکر کرد. در سال ۱۹۹۲ «حزب دموکراسی ناصریسم» به ریاست ضیاءالدین داود، وکیل و عضو مجلس مصر تشکیل شد. برخی اوقات رهبران کشورهای عرب نظیر معمر قذافی، رهبر وقت لیبی نیز خود را "ناصریست"، معرفی کرده‌اند.